# 南京安全区

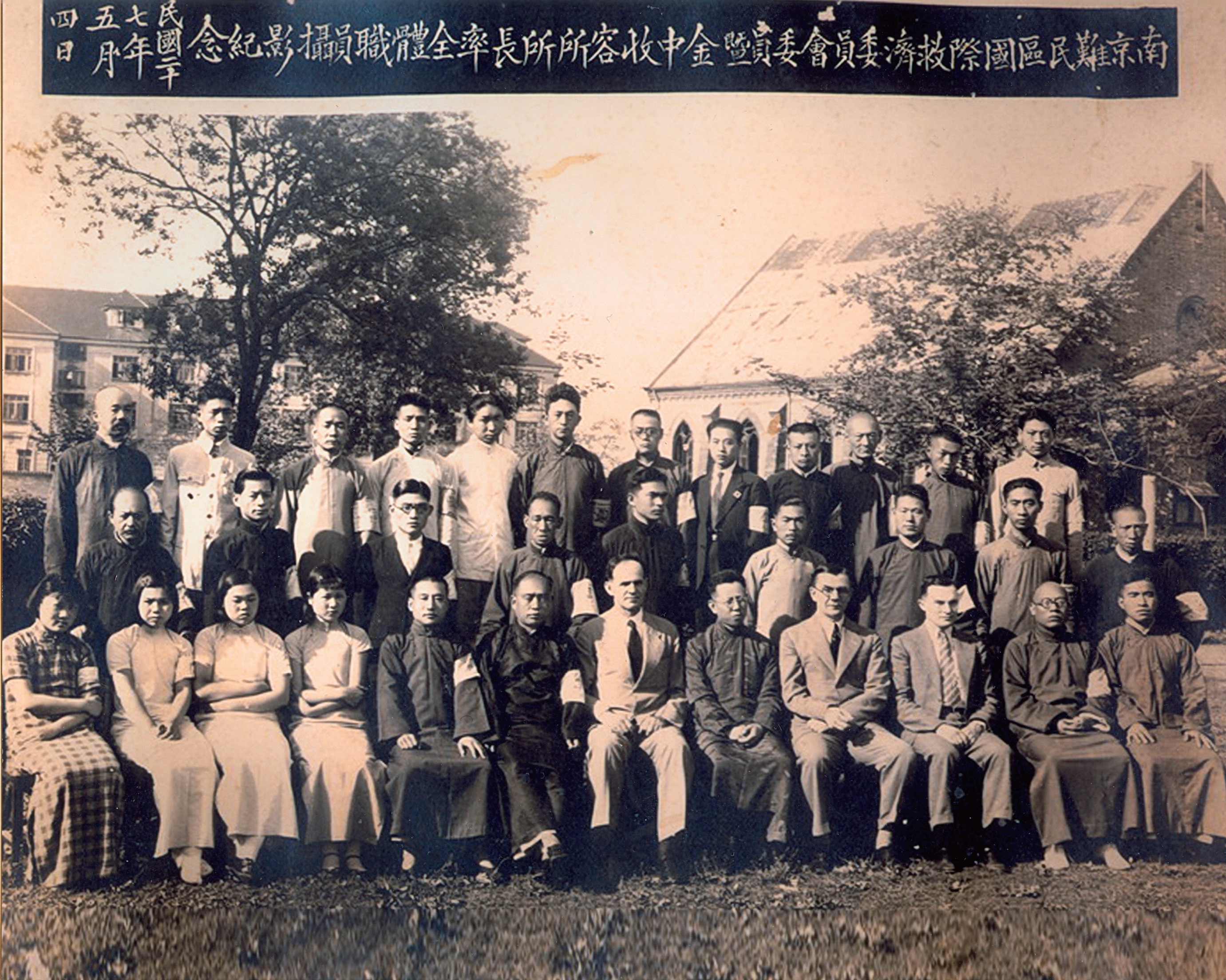
1938年4月，南京难民区国际救济委员会暨金中难民收容所全体职员合影。其中第一排从左至右：第3位是徐淑珍、第4位是徐淑德、第6位是姜正云（金中难民所所长）、第7位是约翰·马吉（南京国际红十字会会长）、第9位是贝德士（金大历史系教授、鼓楼中学校长）、第10位是斯密士（金大教授）、第11位是许传音（金陵中学校友）。

南京安全区又称南京难民区，是1937年12月日本军队即将攻占中华民国首都南京时，南京城内的欧美侨民出于人道主义，为保护平民免遭战火而成立的难民区。安全区由南京安全区国际委员会进行管理，共设25个难民收容所。国际委员会与同样由西方侨民发起成立的世界红十字会南京委员会在日军南京大屠杀惨案期间，庇护了难民区内约25万中国难民。1938年2月18日，南京安全区国际委员会在日本占领军的逼迫下改为南京国际救济委员会，成为一个纯粹的救济机构，安全区随之解散，但区内的难民收容所直到6月才全部关闭。

## 成立难民区

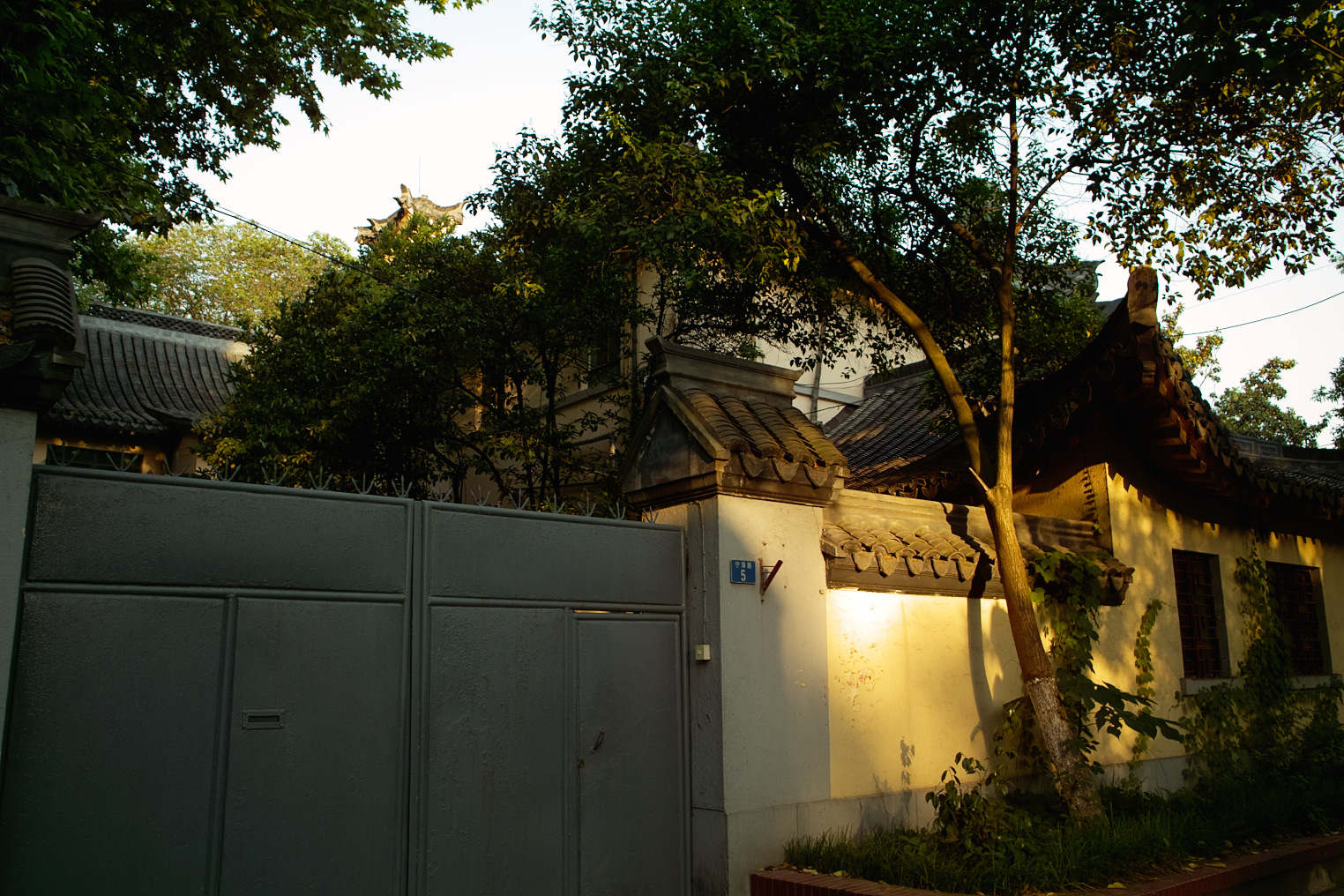
宁海路5号，原南京安全区国际委员会总部，后来一度作为马歇尔公馆。

1937年7月，日本侵华战争全面爆发。8月13日，中国军队与日军在南京下游300多公里处的上海展开激战。8月15日，日本海军航空队开始空袭南京，到9月21日升级为全面持续轰炸，日海军第3舰队司令官长谷川清要求在南京的西方人士立即离开。 到11月下旬，各国驻南京的外交人员和侨民多数已经撤离，但仍有一些常住南京的西方侨民主动要求留下来帮助身处险境的普通中国人。
11月中旬，日军开始向南京进攻。22日，国民政府宣布迁都重庆，这意味着南京的平民将失去政府的保护。在这期间，一些中外人士不约而同地想到，要仿效法国神父饶家驹（Robert Jacquinot de Besange）在上海设立南市难民区的成功经验，在南京设立难民区给平民提供避难所。11月15日左右，金陵大学校董会董事长杭立武约集一二十个外国人，提议设立难民区，大家都很赞成。17日，金陵女子文理学院美籍教师魏特琳（Minnie Vautrin）、长老会米尔士（W. P. Mills）、金陵大学美籍教师贝茨（M. S. Bates）、史迈士（Lewis S. C. Smythe）分别与美国大使馆官员派克联系，建议在南京设立一个安全区。
国际委员会划定的南京安全区以美国驻华大使馆所在地和金陵大学、金陵女子文理学院、金陵神学院、金陵中学、鼓楼医院等教会机构为中心，占地约3.86平方公里，四面以马路为界：东面以中山路为界，从新街口至山西路交叉路口；北面从山西路交叉路口向西划线至西康路； 西面从上面提到的北界线向南至汉口路中段（呈拱形）再往东南划直线，直至上海路与汉中路交叉路口；界内分设交通部大厦、华侨招待所、金陵女子文理学院、最高法院、金陵大学等25处难民收容所。
中国政府承认安全区，承诺实现安全区的非军事化，并且提供给国际委员会现金、粮食和警察。日本方面拒绝承认安全区，但是表示只要安全区没有中国军队驻扎，日军不会攻击安全区。

## 大屠杀期间
日军占领南京后，并未遵守与国际委员会的约定，强行闯入安全区、劫掠财物、姦淫妇女，大肆抓捕青壮年男子并予杀害。国际委员会就此多次向日本使馆及日军当局提出抗议，要求按国际惯例对安全区予以保护，但是日军暴行并未收敛。

## 被迫解散
国际委员会及国际红十字会南京委员会的成员，冒着生命危险，在日军对南京城长达数月的屠杀中保护了数十万中国难民的生命。1938年1月底，日军强迫安全区内难民还家，并声称已经恢复了南京城的秩序，但实际上杀戮依然在继续。2月18日，南京安全区国际委员会被迫改称“南京国际救济委员会”，国际委员会及难民区不复存在，最后一批难民营被迫于1938年5月关闭。

## 外部連結
- 東方版【辛德勒名單】 被遺忘的一九三七